# Гилибник
Ги́либник (болг. Гълъбник) — село в Перницькій області Болгарії. Входить до складу общини Радомир.

## Населення
За даними перепису населення 2011 року у селі проживали 275 осіб.
Національний склад населення села:
| Національність   | Кількість осіб | Відсоток |
| ---------------- | -------------- | -------- |
| болгари          | 270            | 98,2%    |
| цигани           | 4              | 1,5%     |
| турки            | 0              | 0%       |
| Всього відповіли | 275            |          |

Розподіл населення за віком у 2011 році:
Динаміка населення: